# 아크 바르스 아레나
아크 바르스 아레나(러시아어: Ак Барс Арена)는 러시아 카잔에 위치한 경기장으로 2013년 7월에 개장했다. FC 루빈 카잔의 홈 구장으로 사용되고 있으며 수용 인원은 45,379명이다. 2013년 하계 유니버시아드, 2017년 FIFA 컨페더레이션스컵, 2018년 FIFA 월드컵 경기가 열린 곳이기도 하다. 그리고 2018년 FIFA 월드컵에서 대한민국이 독일을 꺾으며 그 독일을 월드컵 조별리그에서 탈락시킨 사건을 비롯하여 아르헨티나와 브라질이 그 곳에서 치른 월드컵 결선 토너먼트 경기에서 차례로 패배해 떨어지는 사건까지 줄줄이 일어났던 까닭에 한때 강팀들의 무덤이라는 별칭까지 붙기도 했다.

## 갤러리

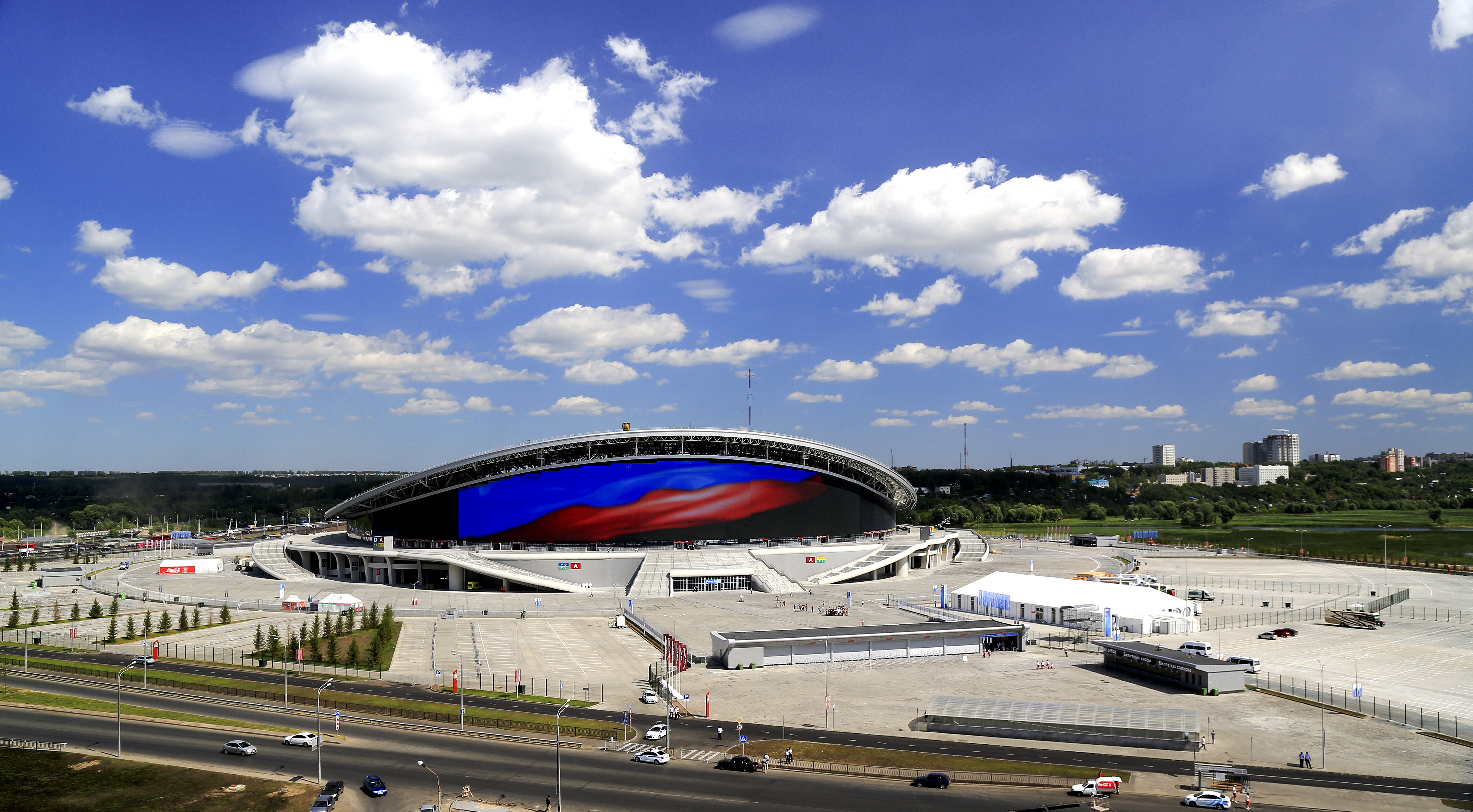
경기장 전경
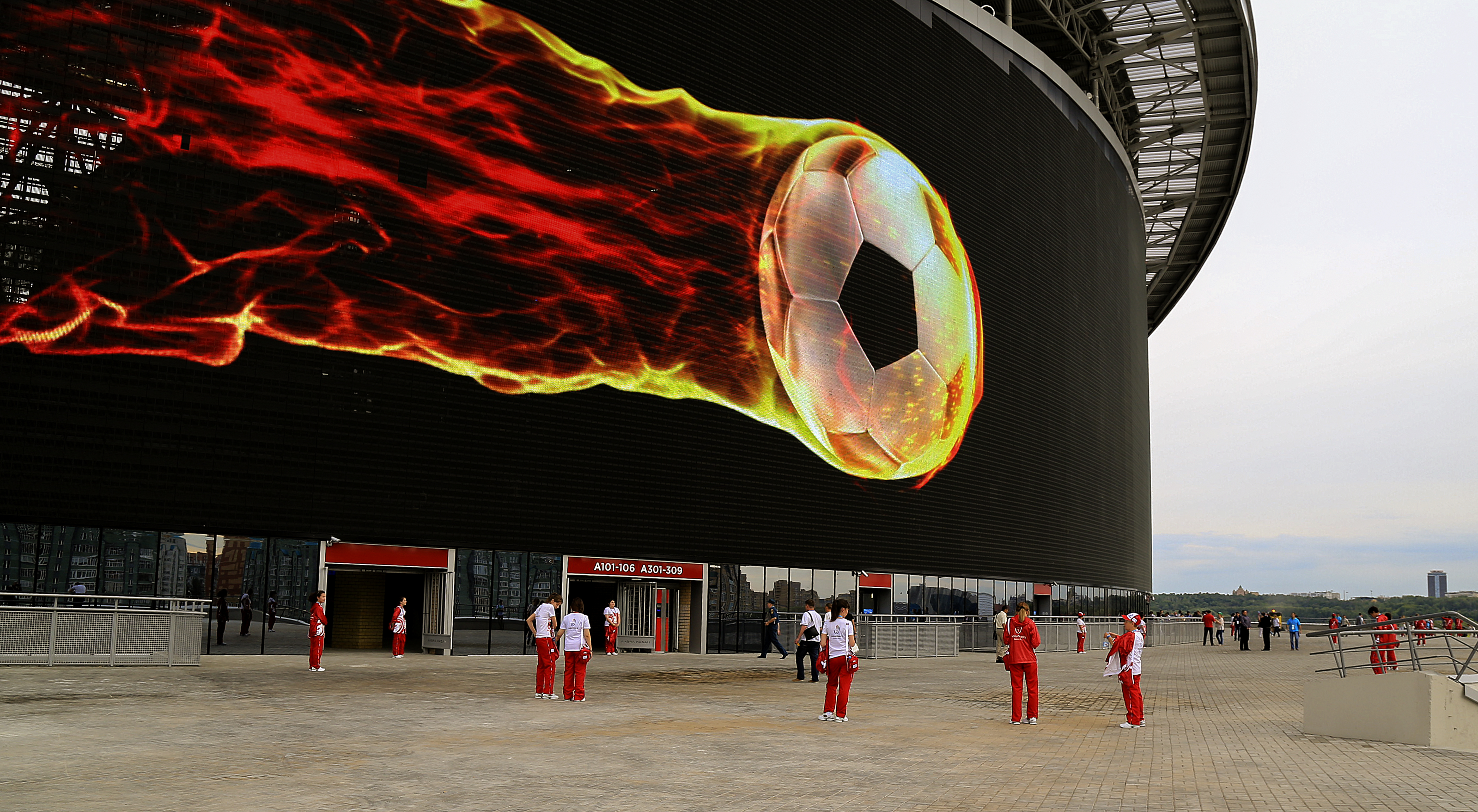
미디어 파사드
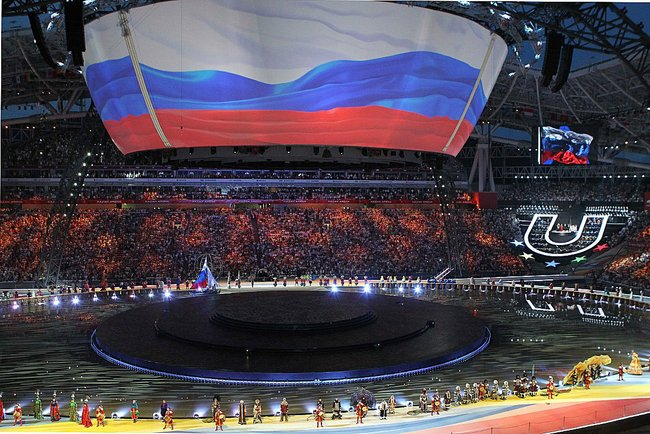
2013 유니버시아드 개막식 경기장
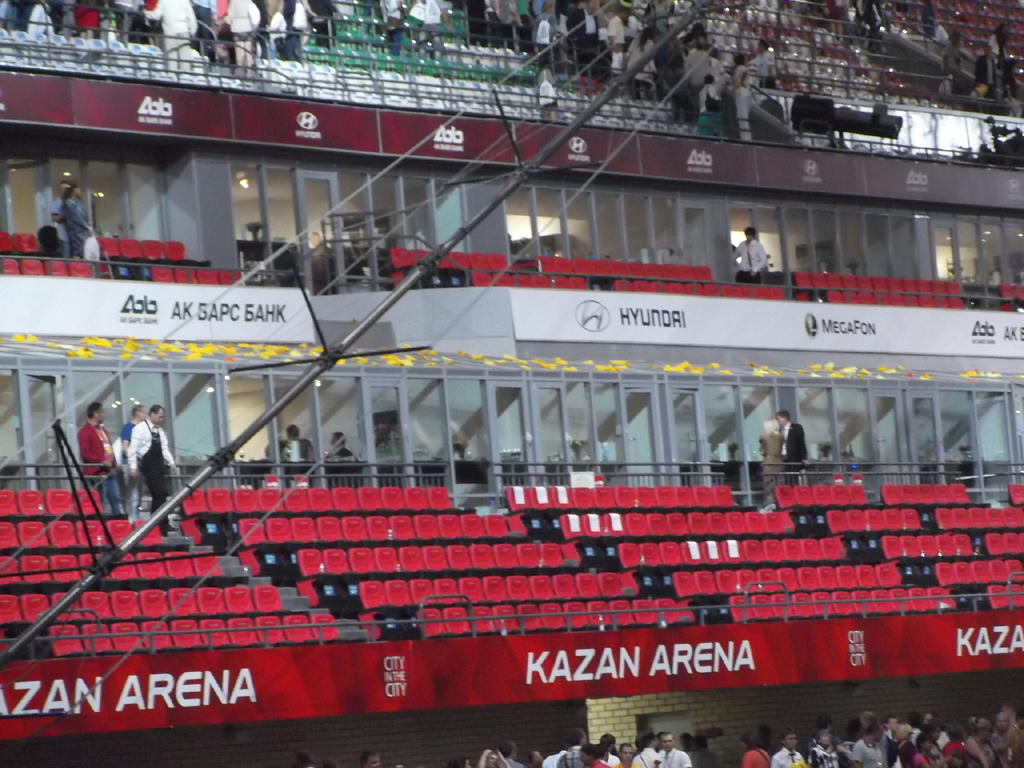
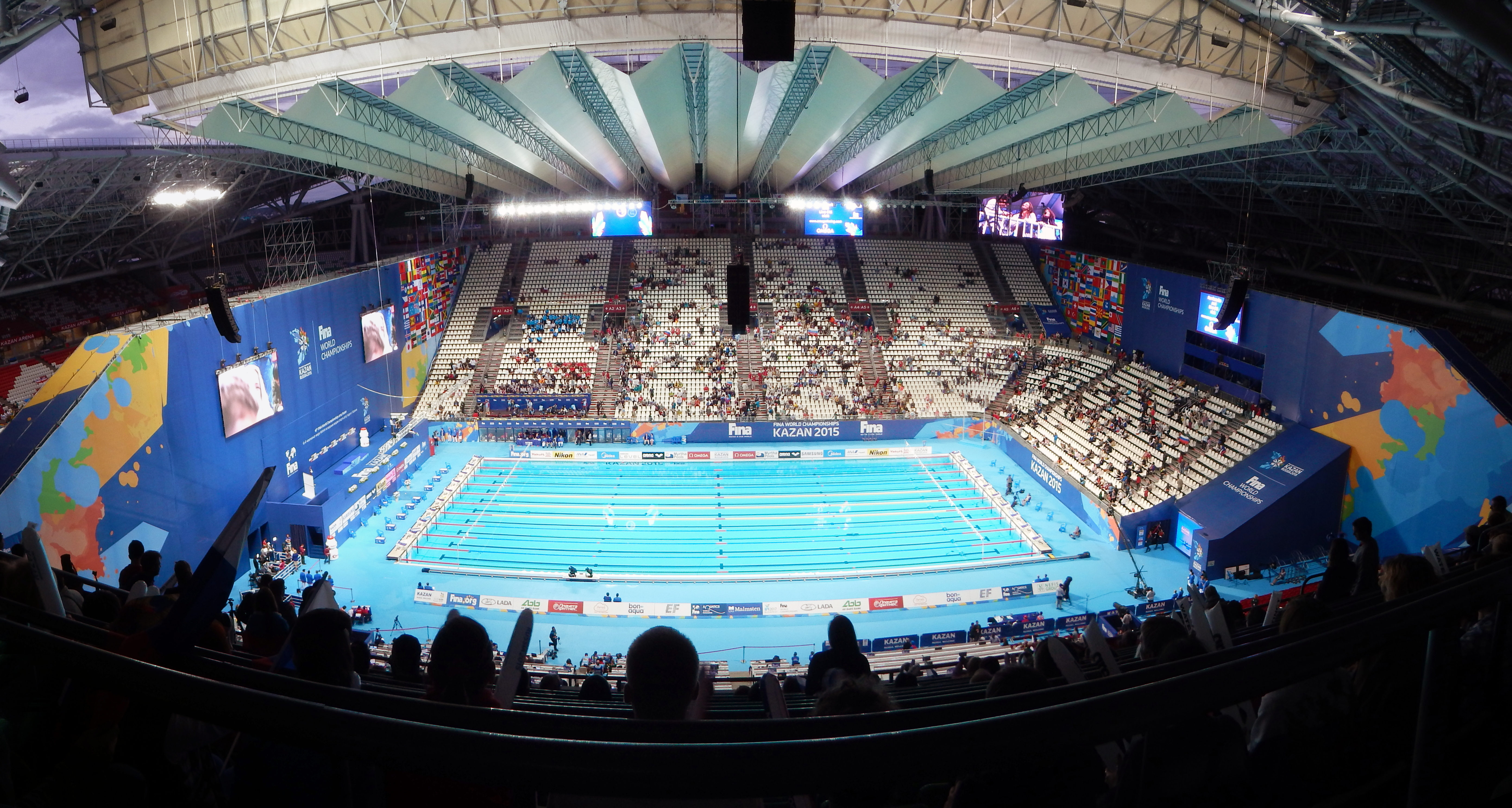
Pools at the arena during the World Water Sports Championship
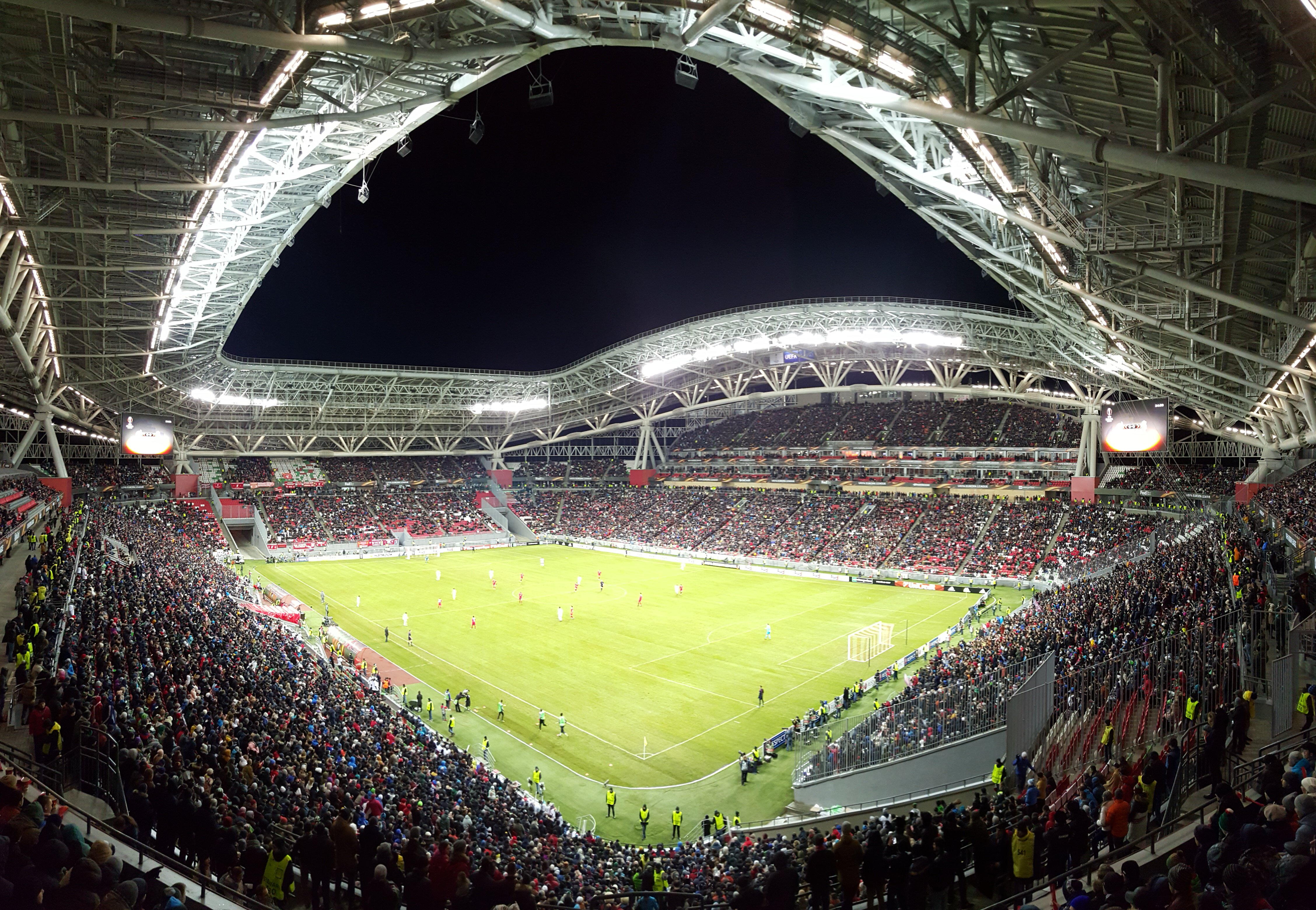
경기장 내부
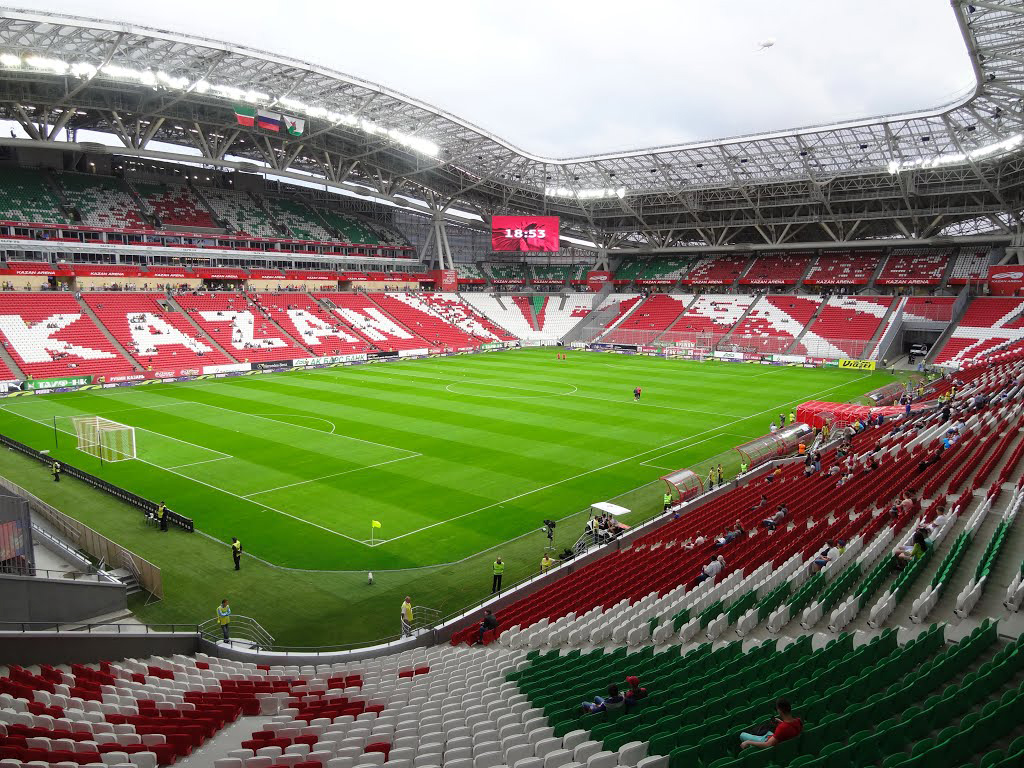
경기장 내부 2
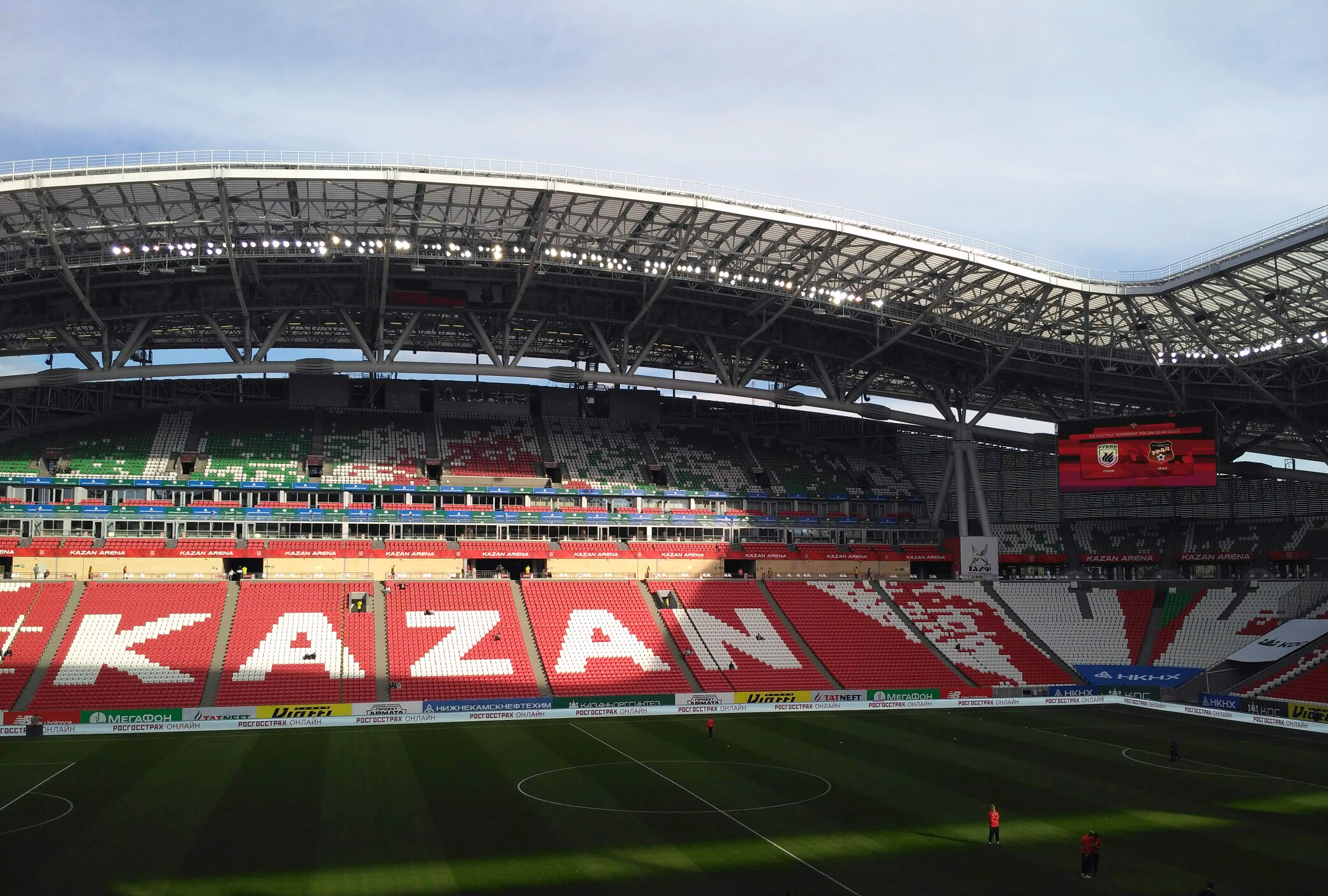
경기장 내부 3
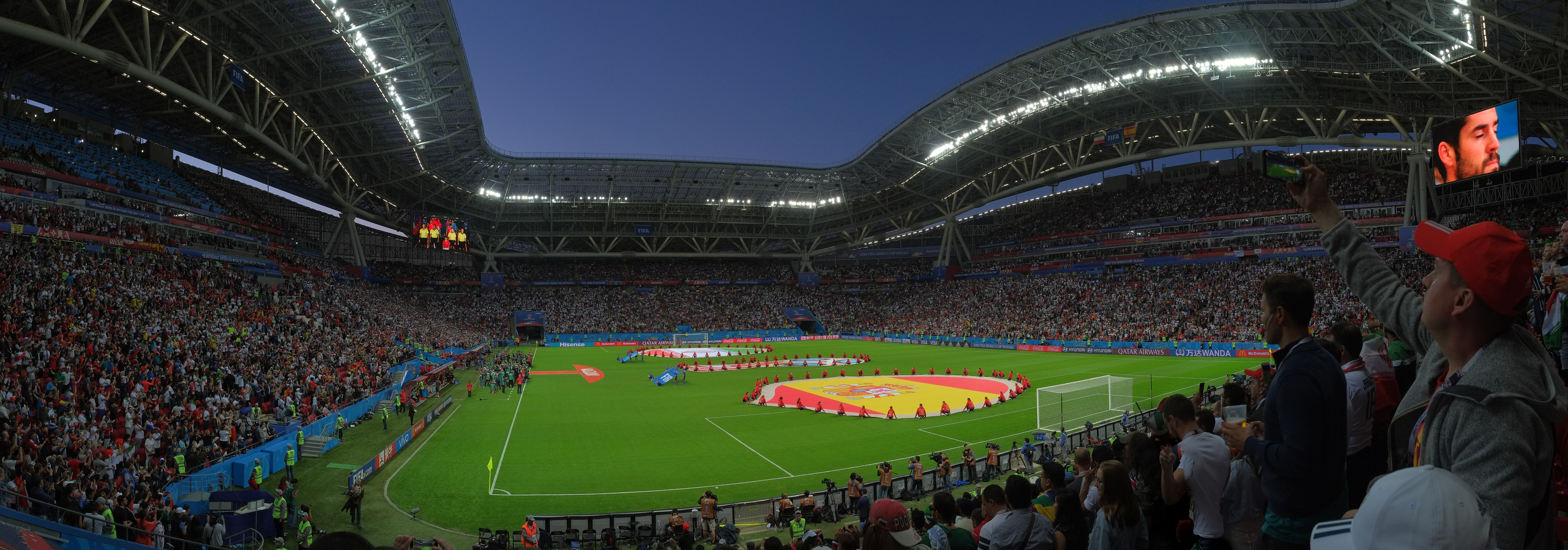
경기장 내부 4

## 2018년 FIFA 월드컵일정
| 날짜            | 시간 (UTC+3) | 팀 #1    | 결과  | 팀 #2          | 대회   | 관중   |
| --------------- | ------------ | -------- | ----- | -------------- | ------ | ------ |
| 2018년 6월 16일 | 13:00        | 프랑스   | 2 - 1 | 오스트레일리아 | C조    | 41,279 |
| 2018년 6월 20일 | 21:00        | 이란     | 0 - 1 | 스페인         | B조    | 42,718 |
| 2018년 6월 24일 | 21:00        | 폴란드   | 0 - 3 | 콜롬비아       | H조    | 42,873 |
| 2018년 6월 27일 | 17:00        | 대한민국 | 2 - 0 | 독일           | F조    | 41,835 |
| 2018년 6월 30일 | 17:00        | 프랑스   | 4 - 3 | 아르헨티나     | 16강전 | 42,873 |
| 2018년 7월 6일  | 21:00        | 브라질   | 1 - 2 | 벨기에         | 8강전  | 42,873 |